# 克萊泉 (亞利桑那州)
克萊泉（英語：Clay Springs）是位於美國亞利桑那州納瓦霍縣的一個人口普查指定地區。根據2010年美國人口普查，該地人口為401人，而該地的面積約為7.37平方千米。

## 地理
克萊泉的座標為34°21′42″N 110°17′43″W / 34.36167°N 110.29528°W，而該地最高點為海拔高度1901米（即6302英尺）。